# Brucutu (mina)
A mina de Brucutu é uma mina de minério de ferro localizada no município brasileiro de São Gonçalo do Rio Abaixo, estado de Minas Gerais. Inaugurada em 5 de outubro de 2006, à época de sua inauguração, o complexo mina/usina foi considerado o maior em capacidade inicial de produção implantado no mundo.
A capacidade produtiva da unidade gira em torno de 30 milhões de toneladas. A unidade continua sendo a maior mina de ferro de Minas Gerais em produção e a segunda maior do país, atrás apenas de Carajás, no Pará.

## Produção
É considerada a segunda maior mina do país, com reservas estimadas em mais de 650 milhões de toneladas.
A Vale S.A. desenvolveu a extração em Brucutu ao aplicar US$ 1,1 bilhão, gerando cerca de 8.500 empregos.